# Pedro Diniz
Pedro Diniz est un ancien pilote automobile brésilien né le 22 mai 1970 à São Paulo.

## Biographie

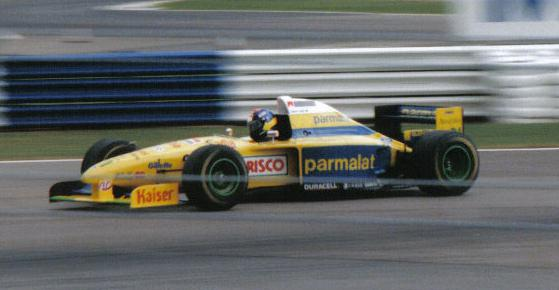
Pedro Diniz sur Forti FG01-95 à Silverstone en 1995

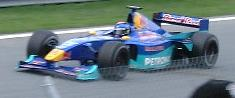
Pedro Diniz sur Sauber C19 au Canada en 2000

Auteur d'une modeste carrière dans les différentes formules de promotion, Pedro Diniz accède au championnat du monde de Formule 1 en 1995. Archétype du pilote payant, il doit moins cette accession à son coup de volant qu'à ses puissants soutiens financiers. Fils d'Abilio Diniz, propriétaire d'une vaste chaîne de supermarchés au Brésil, Diniz bénéficie en effet de l'appui du géant italien de l'agro-alimentaire Parmalat. Un appui qu'il conservera toute sa carrière.
Après une première saison d'apprentissage chez Forti Corse (l'écurie pour laquelle il a couru les deux saisons précédentes en Formule 3000), il passe chez Ligier en 1996, une équipe nettement plus compétitive comme le prouve la victoire de son coéquipier Olivier Panis à Monaco. Auteur de performances beaucoup plus modestes que le Français, il parvient tout de même à inscrire deux points (deux 6e place). Il vit alors avec Anne-Laure Bonnet avec qui il a un enfant. Très convoité sur le marché des transferts par les équipes en mal d'argent, Diniz passe en 1997 chez Arrows, où il rejoint le champion du monde en titre Damon Hill. À nouveau, il est largement dominé par son prestigieux équipier, mais marque les esprits en le devançant lors des qualifications du GP de Belgique, disputé sur le très sélectif tracé de Spa-Francorchamps, prouvant qu'au-delà de son statut de pilote payant, il possède un certain talent. Il inscrit par ailleurs les points de la cinquième place au GP du Luxembourg. Après une nouvelle saison chez Arrows (durant laquelle il inscrit 3 points), il rejoint à partir de 1999 l'écurie suisse Sauber. Diniz y confirme ses progrès en réalisant des performances de moins en moins éloignées de celles de ses équipiers (Alesi en 1999 et Salo en 2000), et en continuant à apporter régulièrement quelques points précieux à son employeur.
À l'issue de la saison 2000, Diniz annonce sa retraite sportive, afin de prendre une participation dans le capital de l'écurie Prost Grand Prix. Mais l'expérience tourne court puisque Prost GP fait faillite un an plus tard.
Après cette expérience, il quitte définitivement le monde du sport automobile, revient au Brésil, où il devient homme d'affaires dans l'agriculture, étant propriétaire de plus de 2 300 hectares.

## Résultats en championnat du monde de Formule 1
| Saison | Écurie                          | Châssis | Moteur          | Pneus       | GP disputés | Points inscrits | Classement |
| ------ | ------------------------------- | ------- | --------------- | ----------- | ----------- | --------------- | ---------- |
| 1995   | Parmalat Forti Ford             | FG01-95 | Ford V8         | Goodyear    | 17          | 0               | n.c.       |
| 1996   | Équipe Ligier Gauloises Blondes | JS43    | Mugen-Honda V10 | Goodyear    | 16          | 2               | 15e        |
| 1997   | Danka Arrows Yamaha             | A18     | Yamaha V10      | Bridgestone | 17          | 2               | 16e        |
| 1998   | Danka Zepter Arrows             | A19     | Arrows V10      | Bridgestone | 16          | 3               | 13e        |
| 1999   | Red Bull Sauber Petronas        | C18     | Petronas V10    | Bridgestone | 16          | 3               | 13e        |
| 2000   | Red Bull Sauber Petronas        | C19     | Petronas V10    | Bridgestone | 16          | 0               | n.c.       |